# سیارک ۲۹۳۵۶
سیارک ۲۹۳۵۶ (به انگلیسی: 29356 Giovarduino، نامگذاری:1995SY29) بیست و نه هزار و سیصد و پنجاه و ششمین سیارک کشف شده‌است که در ۲۵ سپتامبر ۱۹۹۵ کشف شد.